# Silent Bob
Silent Bob, pseudonimo di Edoardo Fontana (Milano, 3 maggio 1999), è un rapper italiano.

## Biografia
Nato a Milano nel quartiere Barona durante il 1999, cresce a Dorno, in provincia di Pavia. Il nome d’arte è ispirato al personaggio Silent Bob del film Jay and Silent Bob Strike Back (2001), scelto perché rispecchia la sua personalità silenziosa ma capace di farsi ascoltare attraverso la musica.
Il primo contatto con il mondo del rap avviene ascoltando Curtain Call: The Hits di Eminem, che lo spinge a iniziare a scrivere. Partecipa a jam session e battaglie di freestyle, fondando con altri giovani artisti locali la crew Voti Bassi/Lirici Artigiani.

## Carriera

### Inizi e Bullz Records
Nel 2016 debutta con il mixtape Mostro della Palude, con cui vince un contest organizzato dalla label indipendente Bullz Records, entrando nel roster dell’etichetta fondata da Sick Budd, Oscar White e Yazee.
Il 27 aprile 2018 pubblica Silent EP, interamente prodotto da Sick Budd, segnando l’inizio di un sodalizio artistico duraturo. Tra i singoli successivi si distinguono Vele Nere (con Neek The Shine), Hooligans, Salvami e Senza Cura.

### Piano B e il successo
Il 10 gennaio 2020 esce Piano B, il suo primo album ufficiale, con featuring di Il Profeta, Warez, Massimo Pericolo, Crookers e Dium. Il disco riscuote successo di critica e pubblico, anche grazie alle polemiche nate attorno al brano Zitta, che ottiene poi la certificazione oro dalla FIMI.

### Piove Ancora, Habitat Cielo e progetti recenti
A fine 2021 pubblica il secondo album ufficiale Piove Ancora, ancora una volta in collaborazione con Sick Budd. L’album contiene 15 brani e le collaborazioni di Drast ed Emis Killa.
Nel 2022 rilascia il singolo L’Alcol Non è un Problema e compare nei progetti di Lanz Khan, Joe Scacchi e Xqz.
Nel 2023 pubblica i singoli Bussola e Mamma Ho l’Ansia, che anticipano l’uscita dell’album Habitat Cielo, disponibile da marzo dello stesso anno.

### Angelo Balaclava
Il 4 Aprile 2025 pubblica un nuovo album con dei featuring di Guè, 18K e Jeune Mort.

## Stile musicale
Silent Bob è noto per i suoi testi introspettivi, malinconici e diretti. Spazia tra atmosfere cupe e storytelling personale, alternando sonorità melodiche a produzioni più dure, sempre curate dal produttore Sick Budd.

## Discografia

### Album in studio
- 2020 – Piano B
- 2021 – Piove ancora
- 2023 – Habitat cielo
- 2025 – Angelo balaclava

### EP
- 2018 – Silent EP (con Sick Budd)

### Mixtape
- 2016 – Mostro della palude

### Singoli principali
- 2018 – Vele nere (feat. Neek The Shine)
- 2019 – Hooligans
- 2019 – Salvami
- 2019 – Senza cura
- 2020 – Zitta
- 2022 – L'alcol non è un problema
- 2023 – Bussola
- 2023 – Mamma ho l'ansia